# Ботбейл, Элли
Элиса (Элли) Ботбейл (нидерл. Elisa (Elly) Botbijl; род. 11 декабря 1940, Сукабуми) — нидерландская фехтовальщица-рапиристка. Участница летних Олимпийских игр 1960 года.

## Биография
Элли Ботбейл родилась 11 декабря 1940 года в городе Сукабуми в Нидерландской Ост-Индии (сейчас Индонезия).
В 1960 году вошла в состав сборной Нидерландов на летних Олимпийских играх в Риме. В личном турнире рапиристок заняла в группе 1/8 финала 1-е место, победив Джиллиан Шин из Великобритании (4:2), Режин Веронне из Франции (4:3), Жинетт Россини из Люксембурга (4:2) и Кати Бакстер из Австралии (4:1) и уступив Вере Эфтимиадес из Югославии (1:4). В четвертьфинальной группе заняла последнее, 6-е место, победив Марию Викол из Румынии (4:3), уступив Ильдико Рейтё из Венгрии (2:4), Антонелле Раньо из Италии (1:4) и Сильвии Юлите из Польши (2:4).
В командном турнире рапиристок сборная Нидерландов, за которую также выступали Нина Клейвег, Данни ван Россем и Лени Коккес-Ханепен, в группе 1/8 финала заняла 2-е место, победив Австрию (10:6) и уступив ФРГ (3:9), в четвертьфинале проиграла Венгрии (3:9).